# 彭泽昌
彭泽昌（1963年2月—）苗族，贵州省天柱县人，中华人民共和国官员。

## 生平
1985年7月参加工作，1985年5月加入中国共产党，在职研究生。1985年7月至1988年10月，任民族团结杂志社任编辑、记者。1988年10月起，在国家民委经济发展司工作，历任扶贫办、体改处副处长，民贸处、综合处处长。2009年8月起，任国家民委经济发展司副司长。2014年2月，挂职担任中共湘西土家族苗族自治州州委常委。2014年4月，挂职担任中共湘西土家族苗族自治州州委常委、副州长。2016年4月26日湘西土家族苗族自治州第十三届人民代表大会常务委员会第二十六次会议通过，决定免去彭泽昌的州人民政府副州长职务。